# 奇爾特恩丘陵
奇爾特恩丘陵（Chiltern Hills）是位於英格蘭東南邊緣的土工丘陵地帶，面積833平方（322平方英里），範圍包括牛津郡、白金漢郡、貝德福德郡、赫特福德郡。該地區曾是一個木材資源地，现大部分地区为杰出自然风景区。